# Österreichische Wasserballnationalmannschaft der Männer
Die österreichische Wasserballnationalmannschaft der Männer ist die Nationalmannschaft der österreichischen Männer in der Sportart Wasserball. Sie vertritt Österreich bei internationalen Wettbewerben wie Olympischen Spielen, Weltmeisterschaften oder Europameisterschaften. Die organisatorische Verantwortung liegt beim österreichischen Schwimmverband (OSV).
Der größte Erfolg der Nationalmannschaft ist der Gewinn einer Bronzemedaille bei der Europameisterschaft 1931.

## Erfolge
Die österreichische Mannschaft qualifizierte sich für die Teilnahme an drei olympischen Wasserballturnieren und neun Europameisterschaften.

### Olympische Spiele
- 1912: 4. Platz
- 1936: 6. Platz
- 1952: 13. Platz

### Europameisterschaften
- 1927: 6. Platz
- 1931: Bronzemedaille
- 1947: 10. Platz
- 1950: 5. Platz
- 1954: 9. Platz
- 1958: 11. Platz
- 1970: 14. Platz
- 1989: 14. Platz
- 1995: 12. Platz